# Кантри Ејкерс (Тексас)
Кантри Ејкерс (енгл. Country Acres) насељено је место без административног статуса у америчкој савезној држави Тексас.

## Демографија
По попису из 2010. године број становника је 185.
| Група             | 2000.    | 2010.       |
| Белци             | 0 (0,0%) | 109 (58,9%) |
| Афроамериканци    | 0 (0,0%) | 4 (2,2%)    |
| Азијати           | 0 (0,0%) | 4 (2,2%)    |
| Хиспаноамериканци | 0 (0,0%) | 61 (33,0%)  |
| Укупно            | 0        | 185         |